# Francis Xavier Osamu Mizobe
Francisco Xavier Osamu Mizobe SDB (japonês フランシスコ・ザビエル溝部脩, Furanshisuko Zabieru Mizobe Osamu; Shingishū, sub-província de Heian-hokudō, província de Chosen, 5 de março de 1935 - 29 de fevereiro de 2016) foi um missionário e bispo católico.
Em 1955 ingressou na ordem salesiana de Dom Bosco, estudou filosofia e teologia católica na Itália e foi ordenado sacerdote em 9 de fevereiro de 1964. Em 1990 tornou-se Provincial da sua Ordem no Japão. Em 1998 tornou-se Vigário Geral da Arquidiocese de Nagasaki.
Em 10 de maio de 2000 foi nomeado Bispo de Sendai pelo Papa João Paulo II. A consagração episcopal doou-lhe Peter Takeo Okada, arcebispo de Tóquio, em 9 de setembro do mesmo ano; Os co-consagradores foram Francis Keiichi Satō OFM, Bispo de Niigata, e Peter Toshio Jinushi, Bispo de Sapporo.
Em 14 de maio de 2004 foi nomeado Bispo de Takamatsu. A posse ocorreu em 19 de julho do mesmo ano. Em 2009 ordenou o fechamento do Seminário do Caminho Neocatecumenal de Takamatsu. Em 25 de março de 2011, o Papa Bento XVI aceitou a renúncia de Mizobe como bispo de Takamatsu por motivos de idade; ele morou pela última vez em Kyoto.